# Ana Casp Vanaclocha
Ana Casp Vanaclocha (València, anys 40? - Pamplona, 2 d'agost de 2017) fou una enginyera agrònoma i científica valenciana, sent la primera en col·legiar-se a la ciutat de València.
Col·legidada des del 1966, va ser Catedràtica de Tecnologia d'Aliments a les Universitats de València (1986-1991) i Navarra (1991-2012). El 2017 va rebre el premi a l'excel·lència professional del Col·legi d'Enginyers Agrònoms.